# Surirellaceae
Famille
Les Surirellaceae sont une famille d'algues de l'embranchement des Bacillariophyta (Diatomées), de la classe des Bacillariophyceae et de l’ordre des Surirellales.

## Étymologie
Le nom de la famille vient du genre type Surirella, que Pierre Turpin a dédié à un certain « docteur Suriray ».

## Description
En 1828, Pierre Turpin décrit le genre type Surirella comme suit : « Un individu parfait de Surirelle se compose de deux valves parallèles, de forme ovoïde, plus pointues par l'une de leurs extrémités, légèrement bombées, traversées dans leur milieu longitudinal par un rachis composé de quinze mamelons, vers chacun desquels viennent aboutir une paire de côtes qui partent du pourtour extérieur. De petites stries très-fines et très-difficiles à apercevoir, suivent parallèlement le bord des valves.
La Surirelle vue dans le sens de son épaisseur apprend qu'une troisième pièce circulaire, sur laquelle s'appuient les deux valves, complète la structure de ce singulier être... »

## Distribution
H. & M. Péragallo ont décrit le genre type Surirella principalement dans la Manche, la mer du Nord, l'océan Atlantique, la mer du Nord, la mer Méditerranée et la mer du Japon.
Ensuite, Andrew Pritchard note que diverses espèces de ce genre ont été observées et décrites dans les eaux salées des cinq continents, y compris dans les eaux froides de l'Océan Austral, et même en eaux douces, par exemple dans le Rhin et le fleuve Zambèze.

## Liste des genres
Selon AlgaeBase (12 juin 2022) :
- Baileya T.Marsson, 1901  nom. illeg.
- Campylodiscus Ehrenberg ex Kützing, 1844
- Coronia (Ehrenberg ex Grunow) Ehrenberg, 1912
- Cymatopleura W.Smith, 1851
- Helissella Jurilj, 1949
- Hydrosilicon Brun, 1891
- Iconella Jurilj, 1949
- Petrodictyon D.G.Mann, 1990
- Plagiodiscus A.Jurilj, 1949
- Plagiodiscus Grunow & Eulenstein, 1867
- Scoliodiscus A.Jurilj, 1954
- Spirodiscina S.Blanco & C.E.Wetzel, 2016
- Spirodiscus Jurilj, 1949
- Stenopterobia Brébisson ex Van Heurck, 1896
- Suriraya Pfitzer, 1871
- Surirella Turpin, 1828 - genre type
- Tryblioptychus N.I.Hendey, 1958
- Vanheurckella Pantocsek

## Systématique
Le nom correct complet (avec auteur) de ce taxon est Surirellaceae Kützing, 1844.